# GA小說
GA小說（日语：／ Jīē Noberu *）是SB創意的輕小說系列品牌，主要將網路小說改編為實體書。該品牌於2016年4月15日的GA文庫10週年紀念企劃中創刊。

## 出版書籍
- 異世界魔物培育家～帶著外掛悠哉養成中～[書 1]
- 魔女之旅
- 神曲奏界 紅系列
- 以壓倒性的轉蛋運稱霸異世界！[書 2]
- 為了當劍士而入學，魔法天賦卻高達9999！？（日语：剣士を目指して入学したのに魔法適性9999なんですけど!?）[書 3]
- 魔王築城記！～最強迷宮是近代都市～（日语：魔王様の街づくり!〜最強のダンジョンは近代都市〜）[書 4]
- 持續狩獵史萊姆三百年，不知不覺就練到LV MAX
- 失格紋的最強賢者～世界最強的賢者為了變得更強而轉生了～
- 轉生賢者的異世界生活～取得第二職業，成為世界最強～
- 底層戰士，轉職成外掛魔導師！[書 5]
- 既然世界變成怪物橫行那只好隨心所欲生活下去[書 6]
- 最強的魔導士。膝蓋中了一箭之後成為鄉下的衛兵[書 7]
- 從異世界回來的勇者是現代最強！[書 8]
- 被吊銷冒險者執照的大叔，與愛女一起歌頌悠閒人生[書 9]
- 說出這邊交給我你們先走以後十年過去成了傳說。[書 10]
- 異世界賢者的轉生無雙用遊戲知識成為異世界最強[書 11]
- 轉生到異世界變成賢者，過著冒險者生活～靠【魔法改良】成為異世界最強～[書 12]
- 異世界國家阿爾奇美拉最弱之王與無雙大軍[書 13]
- GOBLIN SLAYER！哥布林殺手外傳2 鍔鳴的太刀
- 貴族轉生～得天眷顧一出生就獲得最強力量～[書 14]
- 厄里斯的聖杯
- 歡迎來到難攻不落的魔王城～認定不需負面狀態而被踢出勇者隊伍的黑魔導士，被魔王軍招攬為最高幹部～[書 15]
- 被已經不需要育成技能的勇者隊伍辭退，便試著把代替遣散費拿到的領土變強[書 16]
- 用暗殺技能成為異世界最強[書 17]
- 祈禱之國的莉莉艾兒
- 獲得悠閒農家的文字化技能～在異世界用網購經營～（日语：ゆるふわ農家の文字化けスキル）[書 18]
- 瞬間治癒卻被當成廢物踢出隊伍的天才治療師，改當無照治療師快樂過活

## 外部連結
- GA文庫的官方網站－GA小說 （日語）
- SB創意的官方網站－GA小說（日語）
- GA小說的X（前Twitter）（日語）